# Géraldine Maillet
Pour les articles homonymes, voir Maillet.
Géraldine Maillet, née le 29 février 1972 à L'Union, en Haute-Garonne, est une romancière, réalisatrice, scénariste, chroniqueuse de télévision et mannequin française. Elle est notamment connu pour avoir été chroniqueuse de télévision dans l’émission touche pas à mon poste de 2016 à 2025.

## Biographie

### Naissance et jeunesse
Géraldine Maillet est née le 29 février 1972 à L'Union, en Haute-Garonne, d'un père français et d'une mère née au Maroc[réf. souhaitée]. Alors qu'elle est âgée de cinq ans, son père les abandonne elle et sa mère qui est toujours étudiante en médecine. Sur scène au théâtre en 2017 et dans l'ouvrage qui suivit en 2018, son père raconte sa quête désespérée pour retrouver sa fille, sans succès. Finalement diplômée, sa mère tombe grandement malade et perd le sens de l'ouïe. Géraldine Maillet commence alors à écrire pour communiquer avec elle et se découvre ainsi une passion pour l'écriture.
Après l'obtention de son baccalauréat C avec mention, elle entre en classe préparatoire ECE, avant d'intégrer l'Institut supérieur de gestion (ISG Paris 1994). Alors qu'elle commence à poser pour des photos afin de financer ses études, elle décide finalement d'abandonner son école de commerce pour se consacrer au mannequinat,.

### Carrière
À l'âge de dix-neuf ans, Géraldine Maillet joue dans un épisode de la série télévisée française Premiers baisers,,,.
Elle devient mannequin dans les années 1990. Photographiée par Juergen Teller, Michaël Thomson ou encore David Bailey, elle collabore avec, entre autres, les magazines Vogue, Elle, Madame Figaro et Marie Claire et devient l'égérie de Nina Ricci. Elle défile entre autres pour Yves Saint Laurent, Gianfranco Ferré, John Galliano, Alexander McQueen et Issey Miyake. Après une dizaine d'années, elle quitte le monde du mannequinat pour se consacrer à l'écriture.
En 1999, alors âgée de vingt-six ans, elle publie son premier roman, Une rose pour Manhattan. Son premier succès est Presque TopModel, qui la classe parmi les auteurs « féminines chics ». Dans les années 2010, en parallèle à ses activités d'écrivain et de cinéaste, elle est régulièrement critique dans l'émission Ça balance à Paris, sur Paris Première.
Elle réalise son premier long-métrage, After, en 2012 dans lequel joue son amie l'actrice Julie Gayet ; ce film marque la troisième collaboration des deux femmes.
Du 6 mai 2014 au 26 juin 2015, elle est chroniqueuse dans Les Pieds dans le plat, l'émission de Cyril Hanouna sur Europe 1. Après une pause, elle revient en fin de saison 2015-2016, le 13 mai 2016. Le 5 septembre 2016, elle intègre l'équipe des chroniqueurs de Cyril Hanouna dans Touche pas à mon poste ! (TPMP) sur C8, au fur et à mesure elle devient célèbre dans toute la France.
En 2016, France 2 diffuse In the French, documentaire dont Géraldine Maillet est la réalisatrice, et qui retrace les coulisses du tournoi de Roland Garros 2015,.
En 2017-2018, pour sa deuxième saison de participation à l'émission Touche pas à mon poste, elle réalise un documentaire sur le fonctionnement de l'émission, diffusé le 21 décembre 2018 sur C8, en parallèle de sa fonction de chroniqueuse. Elle reste une titulaire du talk show pour la troisième saison consécutive à la rentrée 2018.

### Vie privée
Elle a une fille.
Elle est la compagne du journaliste sportif et éditorialiste chez RMC et dans l'After Foot, Daniel Riolo[réf. nécessaire]. Elle est une proche amie de l'actrice Julie Gayet, avec qui elle a collaboré plusieurs fois au cinéma.
En 2016 et en 2018, Géraldine Maillet gagne le trophée des personnalités de Roland Garros.

## Polémiques

### Altercation avec Myriam Palomba
En mars 2023, elle a une altercation avec la journaliste Myriam Palomba. Elle lui reproche de donner du crédit aux propos controversés de Gérard Fauré, tenus lors de sa venue chez Cyril Hanouna sur TPMP. Elle prône la modération dans le jugement de la chronique de Sophia Aram. Elle critique l'émission, qui inviterait trop souvent des partisans de la théorie du complot, selon elle. Par ailleurs en défendant souvent le président Emmanuel Macron et en prenant son parti dans les débats, elle se revendique dans l'émission TPMP, comme « macroniste », en faveur de la réforme des retraites.

### Propos controversés sur le conflit palestinien
Après le 7 octobre 2023, elle s'est distinguée par ses propos à la suite du conflit palestinien en prenant position contre Jean-Luc Mélenchon puis Karim Benzema tout en le soutenant indirectement contre Éric Zemmour à la suite d'un tweet « controversé » sur celui-ci,, et critiquant également le silence d'Omar Sy dans cette affaire mais prenant néanmoins parti pour Guillaume Meurice en disant « Je suis Charlie » après un sketch sur Benyamin Netanyahou.

## Résumé de ses activités artistiques
(Les items des listes présentées ci-dessous sont sourcés dans la section « Biographie » du présent article.)

### Écriture
- 1999 : Une rose pour Manhattan, Flammarion.
- 2000 : Un amoureux silence, Flammarion.
- 2002 : Trois jours pour rien, Balland.
- 2003 : Prime-time, Flammarion.
- 2005 : Acouphènes, Flammarion.
- 2006 : Presque top model, Flammarion, J'ai lu.
- 2008 : French manucure, Flammarion, J'ai lu.
- 2009 : Le Monde à ses pieds, Grasset, J'ai lu.
- 2011 : Il ferait quoi Tarantino à ma place ?, Flammarion, J'ai lu.
- 2013 : J'ai vécu de vous attendre, Grasset.
- 2014 : Splendour, Grasset.
- 2015 : Le Journal de Nine, Pourquoi c'est plus pareil ? avec T. Line (illustrations), Flammarion jeunesse.
- 2016 : Le Journal de Nine, Pourquoi c'est compliqué ? avec T. Line (illustrations), Flammarion jeunesse.
- 2017 : Le Journal de Nine, Pourquoi c'est pas juste ? avec T. Line (illustrations), Flammarion jeunesse.
- 2019 : Renaître avec Marion Bartoli, Flammarion (collaboration)
- 2019 : Le carnet interdit avec Elise Gonzalez (illustrations), Hugo Jeunesse
- 2020 : Autopsie avec Adil Rami, Hugo Sport (collaboration)
- 2021 : Rêver sous les coups avec Mohamed Bouhafsi, Larousse (collaboration)
- 2022 : Fran et Ava, Fayard.
- 2024 : Ma Minuscule, HarperCollins

### Auteure de théâtre
- 2014 : Splendour au Théâtre de Paris. Mise en scène Catherine Schaub. Interprété par Elsa Zylberstein.

### Filmographie

#### Comme actrice
- 1992 : Premiers Baisers (série télévisée)
- 1997 : La Leçon de tango de Sally Potter
- 2003 : Œdipe d'Éric Rognard

#### Comme réalisatrice
- 2007 : Un certain regard (court-métrage)
- 2009 : Une dernière cigarette (court-métrage)
- 2012 : After
- 2014 : Le Soldat (Vidéoclip - Florent Pagny)
- 2016 : In the French (documentaire pour France 2)
- 2018 : Access Prime Time : un an dans les coulisses de TPMP ! (documentaire pour C8)
- 2019 : Le moment de briller : les Bleues en route vers le Mondial (documentaire pour TF1)

#### Comme scénariste
- 2007 : Un certain regard (court-métrage)
- 2009 : Une dernière cigarette (court-métrage)
- 2011 : Le Monde à ses pieds de Christian Faure (téléfilm)
- 2012 : After (film)

## Résumé de ses activités médiatiques
(Les items des listes présentées ci-dessous sont sourcés dans la section « Biographie » du présent article.)

### Parcours à la radio
- 2014-2016 : chroniqueuse dans l'émission Les Pieds dans le plat sur Europe 1
- 2024 : chroniqueuse dans l’émission On marche sur la tête sur Europe 1

### Chroniqueuse à la télévision
- 2016-2025 : Touche pas à mon poste ! sur C8 puis TPMP
- 2016 : In the French sur France 2
- 2018-2019 : Balance ton post ! sur C8
- 2024 : Face à Hanouna sur C8